# Setapius lindbergi
Setapius lindbergi är en insektsart som först beskrevs av Dlabola 1957.  Setapius lindbergi ingår i släktet Setapius och familjen kilstritar. Inga underarter finns listade i Catalogue of Life.